# Setophaeosphaeria
Setophaeosphaeria is een geslacht van schimmels uit de familie Phaeosphaeriaceae. De typesoort is Setophaeosphaeria hemerocallidis.

## Soorten
Volgens Index Fungorum telt het geslacht zes soorten (peildatum februari 2022):
| Soortnaam                        | Auteur(s)            | Publicatiejaar |
| -------------------------------- | -------------------- | -------------- |
| Setophaeosphaeria badalingensis  | Crous & Y. Zhang ter | 2014           |
| Setophaeosphaeria citri          | Guarn. & Crous       | 2017           |
| Setophaeosphaeria citricola      | Crous & M.J. Wingf.  | 2018           |
| Setophaeosphaeria hemerocallidis | Crous & Y. Zhang ter | 2014           |
| Setophaeosphaeria microspora     | Z.F. Zhang & L. Cai  | 2020           |
| Setophaeosphaeria setosa         | (Leuchtm.) Crous     | 2014           |